# 幼い依頼人
『幼い依頼人』（おさないいらいにん、朝: 어린 의뢰인）は、2019年に韓国で公開されたサスペンス映画。2013年に韓国で実際に起きた漆谷継母児童虐待死亡事件を基にしている。監督はチャン・ギュソン。主演はイ・ドンフィ、ユソン。日本では2020年3月27日公開予定。

## ストーリー
ロースクールを卒業して出世の道を突き進むはずだったジョンヨプ（イ・ドンフィ）は何度も就職に失敗し、姉の勧めで臨時に児童福祉館に就職する。ある日、継母から虐待を受けている“ダビン”姉弟に出会うが、さほど深刻に考えていなかった彼は、また来るという言葉だけを残して去る。数日後、法律事務所に就職したジョンヨプは電話を受けダビンの鼓膜が破れたことを知る。ジョンヨプは継母からダビンを引き離そうとするが、かえって誘拐犯扱いをされ、その後弟ミンジュンの死に加え殺人の被疑者とされたダビンを見て衝撃を受ける。何もかも間違った方向に進んでしまったと感じたジョンヨプは、真実を明かすため、ついにダビンの弁護士になることを決心する。

## キャスト
- イ・ドンフィ：ジョンヨプ
- ユソン：ジスク
- チェ・ミョンビン（朝鮮語版）：キム・ダビン
- イ・ジュウォン：キム・ミンジュン
- コ・スヒ（朝鮮語版）：ミエ
- ソ・ジョンヨン（朝鮮語版）：ムンジョン
- ウォン・ヒョンジュン（朝鮮語版）：ジョンナム
- イ・ナラ（朝鮮語版）：ソジョン
- チョン・ジュンウォン（朝鮮語版）：ゴヌ
- イ・ヒョンギュン（朝鮮語版）：ビョンジュ
- イ・ジフン：ヒョンソク
- イ・ロウン：チャンホ
- イ・ボム：担任
- チョン・ヒデ：ドンチョル
- キム・シヨン：検事
- ピョン・ジュヒョン：班長
- ペク・スンチョル：国選弁護士
- キム・ボヨン（朝鮮語版）：判事 ※特別出演
- チョ・ドッキュン（朝鮮語版）：キョンジェ ※特別出演